# Bonaventura Carles Aribau i Farriols
Bonaventura Carles Aribau i Farriols   (Barcelona, 4 de novembre de 1798 - Barcelona, 17 de setembre de 1862) va ser un escriptor, economista, polític, taquígraf i funcionari català.

## Biografia
Era fill de Francesc Aribau i Pubill, comerciant, i d'Eulàlia Farriols, tots dos de Barcelona. Amb una enorme curiositat intel·lectual, va estudiar retòrica i poètica al Seminari Conciliar. No acabà els estudis d'hidroestàtica, estàtica i física experimental a la Junta de Comerç, a causa de greus problemes familiars. De jove va ser un dels fundadors de la Societat Filosòfica el 1815, i va publicar Ensayos poéticos.
L'any 1820 va participar de manera entusiàstica a la revolució que va iniciar el Trienni Liberal de Riego. Aleshores va col·laborar amb el Diario Constitucional tot iniciant-se en el periodisme, i també s'inicià en política en esdevenir secretari de la Diputació de Lleida (1823). En aquella època va ingressar a l'Acadèmia de les Bones Lletres (1820) i el 1823 era un dels cofundadors i redactors d'El Europeo, el primer gran projecte català del periodisme romàntic. En aquest sentit, es considera que va rebre influències de l'escriptor italià romàntic Alessandro Manzoni, qui va fundar la revista Conciliatore. Aribau, a més, va suggerir al seu amic Juan Nicasio Gallego traduir Manzoni al castellà. Aribau també compartí amistat amb l'escriptor i advocat Ramon Muns i Serinyà.
Resident a Madrid des de 1826 per treballar com a home de confiança a la casa de comerç de Gaspar Remisa i Miarons, va escriure a El Corresponsal, diari proteccionista fundat el 1839 pel mateix Remisa i del qual fou director, així com a La Nación, La España, El Tío Vivo, La Tribuna de los Economistas i El Correo Español. En aquestes publicacions va utilitzar, a més del seu nom, els pseudònims «Jacinto Arístides» i «Ubariso». Va fundar la col·lecció Biblioteca de Autores Españoles juntament amb Manuel Rivadeneyra i va preparar-ne algunes obres de Cervantes i Moratín.
A partir del 1837 el seu fervor liberal es va situar a les files del Partit Moderat, però oposant-se sempre a la dretanització que exigia l'ala dels antics carlins: de fet el 1844 era dels que es negava a modificar la Constitució de 1837. Va ser nomenat director general del Tresor el 1847, de la Junta de Duanes i Aranzels el 1850 i de cases de moneda, mines i propietats de l'Estat el 1852; a més, també va ser secretari de la Intendència de la Casa Reial i Patrimoni el 1857 i bon amic de l'economista Lluís Maria Pastor i Rodríguez.
Va viure els seus darrers anys en una casa del tercer pis del número 36 de la Rambla dels Caputxins (actualment Rambla, 31) de Barcelona, on va morir el 27 de setembre de 1862. Fou enterrat al Cementiri del Poblenou; les restes, dipositades en la capella, desaparegueren en l'incendi i profanació de 1936.

## Obra

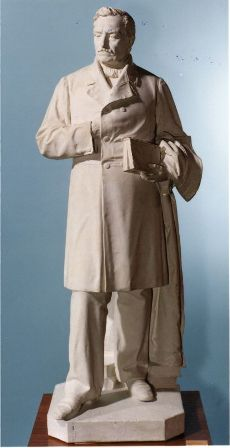
Escultura d'Aribau feta per Manel Fuxà i conservada al Museu Víctor Balaguer.

La seva obra poètica en català, tot i la seva escassetat, fou renovadora. El 1833 va aparèixer el poema La pàtria. Trobes, després rebatejat simplement com a La Pàtria i que és àmpliament conegut com a Oda a la Pàtria, publicat al diari El Vapor, considerada com l'obra iniciadora del moviment cultural de la Renaixença. El poema és un cant d'enyor a la terra de naixement escrita per al seu patró, el banquer Gaspar de Remisa, qui també residia a Madrid.
Eixes són algunes de les seves obres:
- Ensayos poéticos (1817)
- Libertad, libertad sacrosanta, himne revolucionari (1820)
- La libertad restaurada, col·laboració amb altres autors (1820)
- A la señora Leticia Cortesi (1821)
- La Pàtria (1833)
- All'eximia artista cantante Manuela Oreira Lema de Vega, che dimorava nella casa contigua a quella dell'autore (1840)
- A la virgen de los Dolores (1845)
- A la Srta. Maria Dolors de Belza

Cal dir que si bé la seva obra literària ha estat àmpliament estudiada, també va publicar en diaris i revistes diversos manuscrits de temàtica econòmica i políticoeconòmica de tendència genuïnament proteccionista que en general han rebut una atenció menor per part dels investigadors. Bona part de la seva obra roman inèdita en forma de manuscrits i esborranys.

## Llegat
Un retrat seu forma part de la Galeria de Catalans Il·lustres de l'Ajuntament de Barcelona. Al Parc de la Ciutadella de Barcelona es va erigir un monument a honor A Aribau, obra de Josep Vilaseca i Manuel Fuxà (1884). Així mateix, la ciutat té un important vial de trànsit anomenat carrer d'Aribau.
A la Biblioteca de Catalunya es conserva correspondència i manuscrits de l'escriptor.
La seva frase: La vida es rencorosa